# الملكية في إيران

المعيار الشخصي لشاه إيران قبل ثورة العام 1979، الأسد والشمس وعلم إيران مع درع بهلوي. اللون الفيروزي هو لون الملكيين.

الملكية الإيرانية هي الدعوة لاستعادة الملكية الدستورية في إيران التي ألغيت بعد ثورة 1979.

## خلفية تاريخية
أصبحت إيران أولاً ملكية دستورية في عام 1906، لكنها خضعت لفترة من الاستبداد خلال الأعوام 1925-1941، وبعدها أعيدت الجمعية الوطنية الإيرانية إلى السلطة. خلال الأعوام 1941 إلى 1953، ظلت إيران ملكية دستورية وديمقراطية برلمانية نشطة مع احتفاظ الشاه محمد رضا بهلوي بسلطات تنفيذية قانونية واسعة.
في 15 مارس 1951، صوتت الجمعية الوطنية، برئاسة رئيس الوزراء حسين علاء، بالإجماع على تأميم صناعة النفط، التي سيطرت عليها آنذاك شركة النفط الأنجلو-إيرانية (الآن شركة بريتيش بتروليوم). في عام 1953، نفذ جهاز الاستخبارات البريطاني ووكالة المخابرات المركزية الأمريكية انقلابًا ضد حكومة محمد مصدق. أثار الوكلاء شائعات مفادها أن مصدق ذا العقلية الجمهورية كان يخطط لإلغاء النظام الملكي وإعلان نفسه رئيسًا لجمهورية إيران الجديدة، مما أدى إلى ردة فعل مؤيدة للملكية من قبل الجمهور أدت إلى نجاح الانقلاب على رئيس الوزراء. 
عاد الشاه، الذي ذهب إلى المنفى أثناء الانقلاب، إلى إيران وعين الجنرال فضل الله زاهدي رئيسًا جديدًا للوزراء. تعزو مصادر معاصرة للانقلاب، أو مواجهة له، الانقلاب تمامًا إلى الولايات المتحدة الأمريكية ووكالة المخابرات المركزية ووكلاء جهاز الاستخبارات البريطاني الذين ورد أنهم نظموا ودفعوا لذلك. هذه المصادر تذكر عدة انقلابات أخرى لعبت فيها وكالة المخابرات المركزية دورًا فعالًا، مثل تلك التي حدثت في الكونغو (عام 1964) وتشيلي (عام 1973) والجزائر (عام 1991). ومع ذلك، يقول الملكيون أن الانقلاب المضاد كان في الواقع انتفاضة شعبية، وأن تورط وكالات الاستخبارات الأجنبية الذي لا يمكن إنكاره كان هامشيًا. يجادل بعض المؤرخين على الأقل بأن الانقلاب لم يكن ليحدث دون تنظيم وكالة المخابرات المركزية والدعم الإيراني.
بعد ذلك، انتهى عهد الملكية الدستورية تدريجيًا حيث مارس الشاه صلاحياته التنفيذية بشكل متزايد من جانب واحد، مما أدى إلى زيادة الاستبداد. وبحلول أوائل سبعينيات القرن العشرين، ومع حظر معظم الأحزاب السياسية، أصبحت إيران فعليًا دولة حزب واحد تحت حكم الراستاخيز. استمر قادة الجبهة الوطنية مثل كريم سنجابي والزعماء الإسلاميين التقليديين المعتدلين مثل محمد كاظم الشريعتمداري في تأييد الملكية الدستورية. 

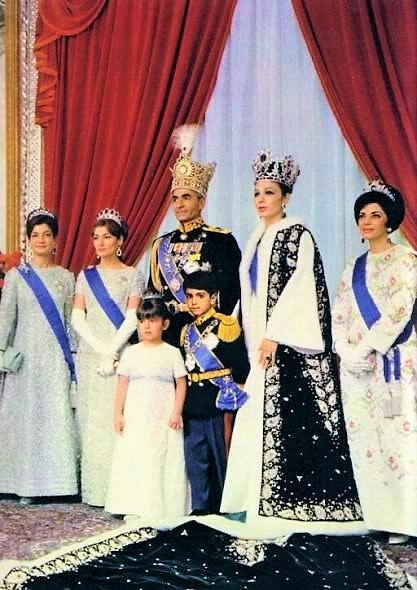
عائلة إمبراطورية إيران بتتويج الشاه محمد رضا عام 1967

في ظل الضغوط الدولية المتزايدة، لا سيما من الرئيس الأمريكي جيمي كارتر، دفع الشاه بالإصلاحات الديمقراطية الكبرى في أواخر سبعينيات القرن العشرين، والتي كانت تهدف إلى استعادة الملكية الدستورية تدريجيًا كما كانت في الأصل. ومع ذلك، فقد توجت العديد من الانتفاضات في عامي 1978 و1979 بالشاه، الذي تم تشخيص إصابته بسرطان عضال وأبقى الحقيقة سرية، لمغادرة البلاد مع أسرته لطلب العلاج في الخارج. وفي غضون عدة أيام، انهارت حكومة الشاه بالفعل وبدأت الثورة الثانية. ألغت الحكومة الثورية المؤقتة الجديدة النظام الملكي وأعلنت جمهورية إيرانية. في العام التالي، في عام 1980، تم تأسيس جمهورية إيران الإسلامية تحت القيادة العليا لروح الله الخميني. 
في الأشهر التالية للثورة، نظّم المارشال السابق للقوات المسلحة الإمبراطورية بهرام أريانا ثورة مضادة في المنفى من مقره بباريس في فرنسا مع مسؤولين عسكريين آخرين في القوات المسلحة الإمبراطورية والأمير شهريار شفيق. لقد أسس أزاديجان وهي مقاومة شبه عسكرية تهدف إلى المساعدة في استعادة الملكية الدستورية. وخوفًا من ثورة مضادة متنامية، اغتيل الأمير شهريار في باريس في ديسمبر عام 1979 من قبل عملاء خمينيين، والتي كانت بمثابة نكسة كبيرة للمقاومة الملكية. ومع عدد من العمليات الناجحة التي حظيت باهتمام وسائل الإعلام الدولية في عامي 1980 و1981، إلا أن اندلاع الحرب بين إيران والعراق قد وضع حدًا رسميًا لأي أمل في الثورة المضادة. 
في التسعينيات والعقد الذي تلا عام 2000، انتعشت سمعة الشاه، حيث نظر الكثير من الإيرانيين إلى عهده باعتباره الوقت الذي كانت فيه إيران أكثر ازدهارًا والحكومة أقل قمعًا. تحدث الصحفي أفشين مولافي أن الفقراء غير المتعلمين - وهم مؤيدون تقليديًا للثورة التي أطاحت بالشاه - قد أدلوا بتصريحات مثل «بارك الله روح الشاه، كان الاقتصاد في ذلك الوقت أفضل». كما وجد أن «الكتب حول الشاه السابق (حتى الكتب الخاضعة للرقابة) تباع بسرعة» بينما «كتب المسار الصحيح مكتوفة الأيدي».

## الأحزاب الملكية
تحظر حكومة جمهورية إيران الإسلامية بشكل صارم الأحزاب والمنظمات الملكية، ويخضع الحكام الملكيون والمتعاطفون معهم للسجن إذا اكتشفوا. ومع ذلك، لا يزال الملكيون نشطين في لوس أنجلوس ويحافظون على روابط مع منظماتهم وأحزابهم في أوروبا مثل أزاديجان والحزب الدستوري وحزب الراستاخيز. 
إن الجماعات الملكية مثل أزاديجان والدستوريون لا تؤيد سوى استعادة الملكية الدستورية، دون تأييد السلالة البهلوية أو أي سلالة ملكية إيرانية أخرى. يدعو الراستاخيز وجمعية مملكة إيران تحديدًا إلى عودة [[السلالة البهلوي إلى العرش. 
ولي العهد الإيراني السابق، رضا بهلوي، نفسه لا ينادي باستعادة سلالته، لكنه يقول بدلًا من ذلك أن الأمر يتعلق بالإيرانيين أنفسهم بأن يقرروا في استفتاء وطني ما إذا كانوا سيستعيدون الملكية الدستورية باستعادة سلالة بهلوي.

## الأحزاب السياسية الملكية
- راستاخيز
- تندر
- الحزب الدستوري الإيراني
- سربزان و Janbakhtegan

## روابط خارجية
- ازاديجان